# Flughafen Parnaíba

i8
i11
i13
Der Flughafen Parnaíba  (portugiesisch Aeroporto Internacional de Parnaíba – Prefeito Doutor João Silva Filho; IATA-Code: PHB, ICAO-Code: SBPB) ist ein öffentlicher Flughafen 7 km von Parnaíba, Piauí, Brasilien entfernt.

## Flughafendaten
Der Flughafen hat eine Asphaltpiste mit  2500 m Länge und 45 m Breite., eine Fläche von 233 ha, liegt auf einer Seehöhe von 5 m und eine Kapazität für 800.000 Passagiere pro Jahr.
Das Passagierterminal wird in einem aktuell (ab 2023) laufenden Projekt von Passagierterminal von derzeit 2.129 Quadratmetern auf 9.773 Quadratmeter erweitert.

## Geschichte
Der Flughafen Parnaíba wurde 1971 eröffnet. Der Name ist eine Hommage an den Arzt João Tavares da Silva Filho, der zwei Amtszeiten lang Bürgermeister der Stadt war: die erste zwischen 1967 und 1970 und die zweite von 1983 bis 1988.
Von 2004 bis 2022 verwaltete Infraero den Flughafen. Zuvor wurde er vom Zweiten Regionalen Luftkommando (Comar II) und dann von der Regierung des Bundesstaates Piauí verwaltet. Im Jahr 2005 wurde das Terminal für den internationalen Passagierflugverkehr freigegeben.
Im Februar 2022 wurde die Konzession zum Betrieb des Flughafens, für die nächsten 32 Jahre, an das SBPB-Konsortium erteilt.

## Flugbetrieb
Im Jahr 2020 wurden 14.000 Passagiere transportiert.
Azul Linhas Aéreas und VoePass Linhas Aéreas sind die wichtigsten Fluggesellschaften, ⁣⁣die den Flughafen bedienen.